# 黄伟京
黄伟京（1962年9月—），男，汉族，广西贺州人，中华人民共和国政治人物，中国共产党。中央党校函授学院经济管理专业毕业。

## 生平
曾任南宁市财政局局长、市长助理。2006年，任中共南宁市委常委、秘书长。2007年，改兼任南宁常务副市长。2008年，任中共钦州市委副书记。2011年，任广西壮族自治区财政厅厅长。2013年，当选为第十二届全国人民代表大会广西地区代表。2016年9月，任广西壮族自治区人民政府副主席。2018年5月，任中共广西壮族自治区党委常委、秘书长。2021年11月，不再担任中共广西壮族自治区党委常委、秘书长。2022年1月，当选为广西壮族自治区人大常委会副主任。2025年6月19日黄伟京当选廣西壯族自治區總工會主席